# Bökåsasjön
Bökåsasjön var en liten sjö, som översvämmades när Jakobs sjö dämdes upp i Hylte kommun i Småland och ingår i Nissans huvudavrinningsområde.